# Agatárquidas
Agatárquidas (en griego, Ἀγαθαρχίδης) o Agatarco (Ἀγάθαρχος) de Cnido fue un historiador y geógrafo griego del siglo II a. C. Vivió cerca del año 116 a. C.

## Vida
Se cree que Agatárquidas nació en Cnido. Focio lo describe como un threptos, un tipo de asistente de origen servil de Cineo, y establece que más tarde fue secretario de Heráclides Lembo.
Agatárquidas proporciona pocas pistas de su propia vida. En la conclusión de su libro En el mar de Eritrea, se disculpa por ser incapaz de completar su trabajo 

ya que nuestra edad es incapaz de soportar de manera similar la fatiga.

Afirma que

como resultado de perturbaciones en Egipto

no pudo continuar accediendo a los registros oficiales.
Hay dos ocasiones en las que pudo haber sucedido. La primera, en el 145 a. C., cuando Ptolomeo VIII purgó Alejandría de los intelectuales que apoyaban a sus rivales para la consecución del trono. La segunda, en el 132 a. C., luego de que Ptolomeo, que había salido de su reino por una rebelión en Alejandría, regresara y aplicara represalias en la ciudad. Mientras que la mayoría de los eruditos ha favorecido la segunda fecha, Burstein argumenta a favor de la primera. 
Algunos extractos del libro primero de En el mar de Eritrea, escrito en primera persona, que aluden a una campaña militar en el sur de Egipto, llevaron a eruditos antiguos a deducir que Agatárquidas había sido una figura política importante en su tiempo, como tutor de uno de los hijos de Ptolomeo VIII. Edward Dodwell se empeñó en demostrar que este fue el hijo más joven: Alejandro. No cree que sirviera a Ptolomeo IX, quien reinó conjuntamente con su madre. Ese, sin embargo, fue también el caso de Alejandro Magno. 
Henry Fynes Clinton piensa que fue el hijo de Ptolomeo VIII al que sirvió Agatárquidas fue el mayor: Ptolomeo IX. Sostiene que es más probable que Ptolomeo IX fuera menor en su ascensión en el 117 a. C. que Alejandro en el 107, diez años después de la muerte del padre. La segunda edición del artículo sobre Agatárquidas del Oxford Classical Dictionary también indica que tal hijo fue Ptolomeo IX. 
Por lo demás, la fecha de Dowell dejaría un intervalo demasiado corto entre la publicación de Agatárquidas En el mar de Eritrea - ca. 113 a. C. - y el trabajo de Artemidoro de Éfeso. Sin embargo, ya en el año 1810, Niebuhr apuntó que estos extractos estaban tomados de un discurso y no de la parte narrativa del libro. Desde entonces, la teoría de que Agatárquidas sirvió a Ptolomeo IX ha empezado a ser considerada conflictiva en relación con otros conocidos hechos históricos.

## Escritos
Agatárquidas no fue bien conocido en los tiempos antiguos. De sus dos trabajos mayores Asuntos en Asia (Ta kata ten Asian), en diez libros, y Asuntos en Europa (Ta kata ten Europen), en cuarenta y nueve libros, solo algunos fragmentos se conservan. Son muy pocos como para darnos algún sentido de sus contenidos. Sin embargo, de la obra En el mar de Eritrea (Peri tes Erythras thalasses), que consta de cinco libros, el quinto ha sobrevivido casi intacto. Consiste en un tratado geográfico sobre el Cuerno de África y las tierras alrededor del Mar Rojo.
El primer libro de En el mar de Eritrea era una discusión sobre el origen del nombre Eritrea. En el quinto libro se describe el modo de vida entre los sabeos en Arabia. También se describe cómo viven los ichthyophagi (hombres comedores de peces) y la forma en que los elefantes eran atrapados por los hombres comeelefantes, así como el modo de trabajo en las minas de oro de las montañas de Egipto, cerca del Mar Rojo. Su relato sobre los comepeces y el modo de trabajo en las minas fue copiado por Diodoro Sículo. Menciona entre otros animales extraordinarios al rinoceronte y a la jirafa, a los que encontró en el país de los trogloditas.
Material de este quinto libro es citado directa o indirectamente por Diodoro Sículo, Estrabón, Plinio el Viejo, Claudio Eliano, Flavio Josefo, y otros autores. Aunque este trabajo de Agatárquidas sería sustituido en el s. II d. C. por relatos más detallados, Focio encontró una copia en el siglo IX de la que preservó amplios extractos en su propia obra Biblioteca. Focio dice que Agatárquidas escribió en el dialecto ático con un estilo de su agrado: limpio y abundante en pasajes sentenciosos. En la composición de sus discursos, Agatárquidas fue un imitador de Tucídides, al que igualó en dignidad y superó en claridad. Parece haber sido el primero en descubrir la verdadera causa de las inundaciones anuales del Nilo.
Un Agatárquidas, de Samos, es mentado por Plutarco como autor de una obra sobre Persia. Sin embargo, J.A. Fabricius considera que la verdadera lectura del nombre del autor es "Agathyrsides" y no "Agatharchides".

## Eponimia
- En el año 1935 se decidió llamar en su honor «Agatharchides» a un cráter lunar localizado en la frontera Sur de Oceanus Procellarum.[1]